# Sowjetisch-lettischer Beistandsvertrag

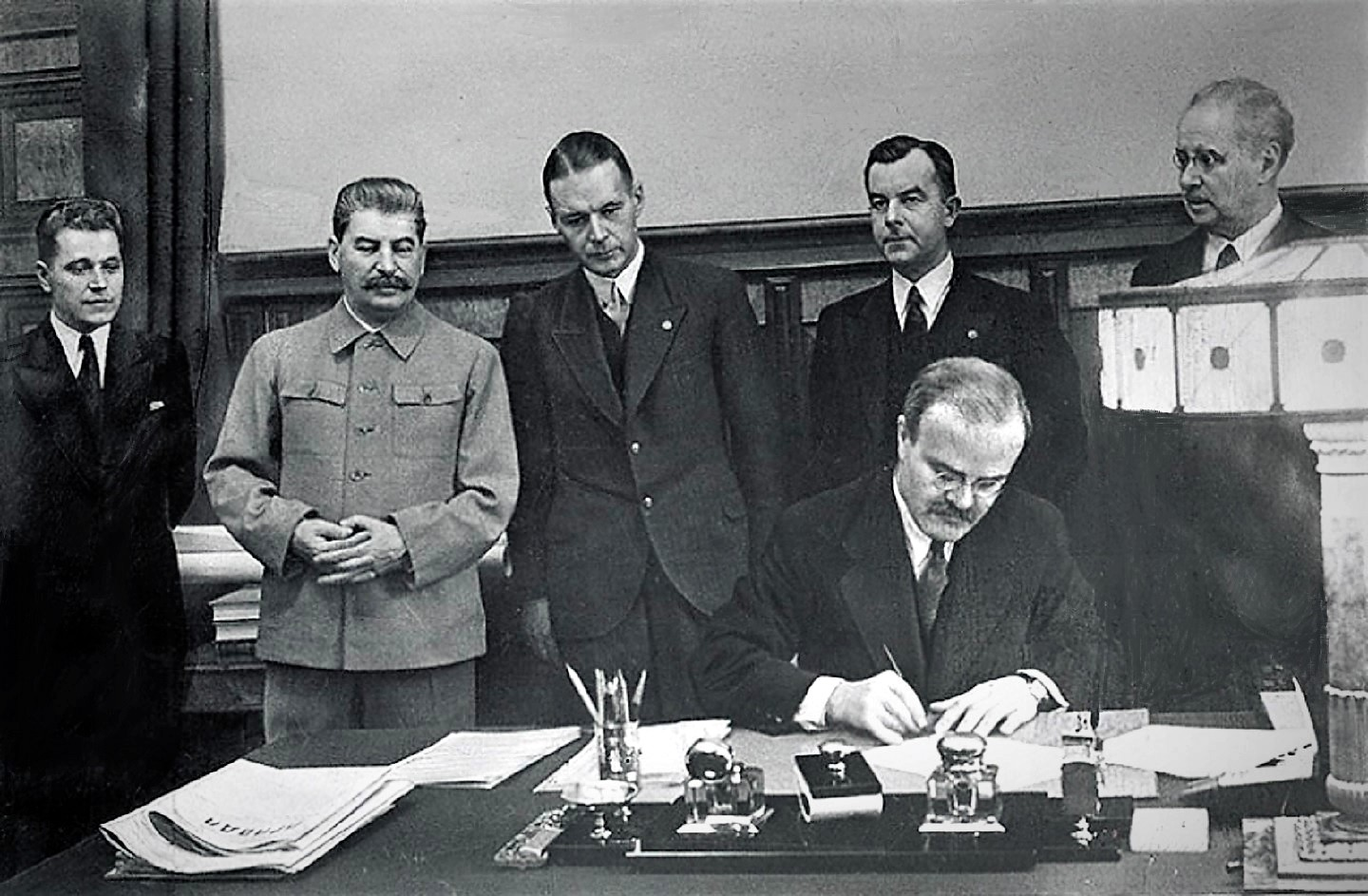
Unterzeichnung des sowjetisch-lettischen Beistandsvertrags durch den Außenminister der UdSSR Wjatscheslaw Molotow. Im Hintergrund ist u. a. Josef Stalin zu sehen.

Der Sowjetisch-lettische Beistandsvertrag war ein völkerrechtlicher Vertrag zwischen Lettland und der Sowjetunion (UdSSR), der am 5. Oktober 1939 in Moskau unterzeichnet wurde. Der Vertrag verpflichtete beide Parteien, die Souveränität und Unabhängigkeit der jeweils anderen Seite zu respektieren, und erlaubte der sowjetischen Regierung, Militärstützpunkte in Lettland einzurichten, was die im Juni 1940 folgende Eingliederung Lettlands in die UdSSR einleitete. Er wurde vom lettischen Außenminister Vilhelms Munters und dem sowjetischen Außenminister Wjatscheslaw Molotow unterzeichnet. Ähnliche Verträge schlossen die Sowjets am 28. September mit Estland und am 10. Oktober mit Litauen. Die Ratifizierungen erfolgte am 11. Oktober 1939 in Riga und der Vertrag trat am selben Tag in Kraft. Er wurde am 13. Oktober 1939 in die Vertragsliste des Völkerbundes eingetragen.
Lettland gehörte ab dem 18. Jahrhundert zum Russischen Kaiserreich. Die Ereignisse des Ersten Weltkriegs ermöglichten dem Land 1918 die Unabhängigkeit von Russland. Im Frieden von Riga (1920) erkannte Sowjetrussland die Unabhängigkeit Lettlands an. Im September 1939 teilten die Sowjetunion und NS-Deutschland mit dem Molotow-Ribbentrop-Pakt Osteuropa in Einflusssphären auf, wobei Lettland der sowjetischen Sphäre zufiel. Nach der Besetzung Ostpolens nötigten die Sowjets Finnland und die baltischen Staaten mit militärischen Drohungen zum Abschluss von Beistandsverträgen. Dabei wurde der Orzeł-Zwischenfall genutzt, um Estland unter Druck zu setzen, der Plan Stalins war dabei von Anfang an der Anschluss der baltischen Staaten an die UdSSR. Estland erklärte sich als erstes bereit, einen solchen „Beistandvertrag“ zu unterschreiben, der seine außenpolitische Souveränität einschränkten. Lettland und Litauen folgten bald darauf. In allen drei baltischen Staaten wurden infolgedessen sowjetische Truppen stationiert, davon 25.000 in Lettland.
Die Weigerung Finnlands, einen ähnlichen Vertrag mit den Sowjets zu unterschreiben, führte zum Winterkrieg, zwischen November 1939 und März 1940, der die Sowjets vorerst ablenkte. Nach dem Ende des Kriegs gegen Finnland nahm Stalin erneut das Baltikum in den Blick. Am Morgen des 15. Juni 1940 griffen sowjetische NKWD-Truppen lettische Grenzposten an, töteten fünf Menschen und nahmen 37 als Geiseln. Am nächsten Tag beschuldigte die UdSSR Lettland, den Beistandsvertrag verletzt zu haben, und verlangte die Bildung einer neuen Regierung sowie die Stationierung einer unbegrenzten Zahl sowjetischer Truppen in dem Land. Lettland hatte 6 Stunden Zeit, um auf das Ultimatum zu reagieren, und unter den gegebenen Umständen musste es den sowjetischen Forderungen nachgeben. Die Sowjets setzten die demokratische lettische Regierung ab und etablierten die Lettische Sozialistische Sowjetrepublik, welche Teil der UdSSR wurde.

## Weblink
- Text des Vertrags in lettischer, russischer, französischer und englischer Sprache